# Ricardo Montero (árbitro)
Ricardo Montero Araya (Costa Rica, 6 de marzo de 1986) es un árbitro costarricense. Ha sido árbitro internacional FIFA desde el 2011. Actualmente se desempeña como árbitro en la MLS y USL en los Estados Unidos. 

## Participaciones

### Torneos de clubes
Ha participado en los siguientes torneos de clubes:
- Primera División de Costa Rica
- Torneo de Copa de Costa Rica
- Liga de Campeones de la Concacaf
- Liga Concacaf

### Torneos de selecciones
Ha participado en los siguientes torneos de selecciones internacionales:
- Copa de Oro de la Concacaf 2015
- Copa Mundial de Fútbol Sub-17 de 2015
- Copa América Centenario 2016
- Copa de Oro de la Concacaf 2017
- Copa Centroamericana 2017
- Copa Mundial de Fútbol Sub-17 de 2017
- Clasificación de Concacaf para la Copa Mundial de 2018
- Copa Mundial de Fútbol de 2018
- Liga de Naciones de la Concacaf 2019-20
- Copa de Oro de la Concacaf 2021
- Campeonato Sub-20 de la Concacaf de 2022
- Clasificación de Concacaf para la Copa Mundial de 2022
- Liga de Naciones de la Concacaf 2022-23
- Liga de Naciones de la Concacaf 2023-24